# Episodi di Billions (settima stagione)
La settima e ultima stagione della serie televisiva Billions, composta da dodici episodi, è stata resa disponibile sul servizio streaming statunitense Paramount+ dall'11 agosto al 27 ottobre 2023.
La stagione è inoltre stata trasmessa sul canale statunitense via cavo Showtime dal 13 agosto al 29 ottobre 2023.
In Italia la stagione è andata in onda sul canale satellitare Sky Atlantic dall'11 agosto al 27 ottobre 2023 e negli stessi giorni anche su Paramount+.
| nº | Titolo originale                  | Titolo italiano                        | Pubblicazione     |
| -- | --------------------------------- | -------------------------------------- | ----------------- |
| 1  | Tower of London                   | Torre di Londra                        | 11 agosto 2023    |
| 2  | Original Sin                      | Peccato originale                      | 18 agosto 2023    |
| 3  | Winston Dick Energy               | Effetto superdotato Winston            | 25 agosto 2023    |
| 4  | Hurricane Rosie                   | Uragano Rosie                          | 1º settembre 2023 |
| 5  | The Gulag Archipelago             | Arcipelago Gulag                       | 8 settembre 2023  |
| 6  | The Man in the Olive Drab T-Shirt | L'uomo con la maglietta verde militare | 15 settembre 2023 |
| 7  | DMV                               | Motorizzazione                         | 22 settembre 2023 |
| 8  | The Owl                           | Il gufo                                | 29 settembre 2023 |
| 9  | Game Theory Optimal               | Game Theory Optimal                    | 6 ottobre 2023    |
| 10 | Enemies List                      | La lista dei nemici                    | 13 ottobre 2023   |
| 11 | Axe Global                        | Axe Global                             | 20 ottobre 2023   |
| 12 | Admirals Fund                     | Fondo Ammiragli                        | 27 ottobre 2023   |

## Torre di Londra
- Titolo originale: Tower of London
- Diretto da: Darren Grant
- Scritto da: Brian Koppelman e David Levien

### Trama
Michael si presenta furibondo al lavoro, minacciando di far del male a Wendy; dopo aver infranto il vetro del suo ufficio, pretende di sapere per quale motivo non lo ritenga adatto a essere il presidente degli Stati Uniti.
Cinque mesi prima. Michael ha deciso di affrettare i tempi, correndo per la Casa Bianca già alle elezioni del 2024, e incarica Wendy di prepararlo in vista dell'annuncio ufficiale. Wendy confida a Wags di essere preoccupata perché considera Michael un pericoloso aspirante dittatore preda dei suoi deliri di onnipotenza, ma con Chuck fuori gioco non vede al momento qualcuno in grado di fermarne la corsa; Wags pensa che il loro salvatore potrebbe essere Bobby Axelrod. Chuck e Daevisha iniziano la loro recita; mentre l'ex procuratore presenta un'istanza senza speranza di successo per la rimozione della cavigliera elettronica, la sua erede vuole insinuarsi nella corte di Michael per raccogliere informazioni utili alla loro causa.
Taylor e Philip si lamentano con Kate perché è stato prospettato loro che, quando verrà il momento di guidare l'impero di Michael, non godranno di autonomia gestionale e saranno costantemente sotto controllo; per tutta risposta, Michael decide di sopprimere la Tmc e creare un'unica entità societaria. Lo scaltro giornalista Lucien Porter scrive un articolo in difesa di Chuck, dipinto come un Robin Hood vittima di un sistema politico controllato dagli uomini potenti per impedirgli di attuare i cambiamenti auspicati dalla gente. Dopo aver negoziato la loro posizione con Michael, Taylor e Philip assumono Dollar Bill come portfolio manager; Michael non apprezza i modi scurrili di Dollar Bill e incarica Scooter di tenerlo sotto controllo.
Londra. Sotto la Torre Wendy incontra Axe, nel frattempo affermatosi in Europa come artefice dell'accordo che ha posto fine all'invasione russa dell'Ucraina del 2022. Axe è contento di vedere che Wendy è venuta in compagnia di Wags e Taylor, aprendo ufficialmente le discussioni.
- Ascolti USA: telespettatori 226 000 – rating 18-49 anni 0,01%[4]

## Peccato originale
- Titolo originale: Original Sin
- Diretto da: John Dahl
- Scritto da: Emily Hornsby

### Trama
Sulla scia dell'articolo di Porter le accuse nei confronti di Chuck vengono ritirate e il caso ufficialmente archiviato. Nonostante potrebbe ambire a innumerevoli incarichi pubblici, Chuck è determinato nel volersi riprendere il posto di procuratore del Distretto Sud e chiede all'amico Adam Degiulio di aprire un canale di comunicazione con il presidente. Michael è in trattativa con l'affermato consulente politico Bradford Luke che vorrebbe fortemente come manager della campagna; Bradford non è convinto di accettare, faticando a individuare un percorso politico per Michael che vuole correre da indipendente. L'entusiasmo di Axe verso un possibile ritorno a casa si sta spegnendo, così Wendy, Wags e Taylor si trattengono nel castello in cui ha sede la sua nuova creatura, la Axe Global, nella speranza di convincerlo ad accettare.
Per riottenere il posto di procuratore Chuck si vede costretto a rivolgersi al vecchio nemico Waylon Jeffcoat, con la promessa di farlo scarcerare una volta che si sarà reinsediato. Michael ordina alla sua truppa di essere più ambiziosi negli investimenti, convinto che realizzando profitti record riuscirà ad avere una storia da vendere agli elettori e portare a bordo Bradford; questi insiste per avere un colloquio conoscitivo con l'aspirante first lady Andy. Michael fa venire Andy dal Colorado nella speranza che Bradford non si accorga della loro unione libertina, ma lo scaltro manager mangia la foglia e, facendo capire loro che sta valutando di accettare l'incarico, li invita a liberarsi di tutti gli scheletri nell'armadio perché gli elettori vogliono una famiglia tradizionale alla Casa Bianca. Axe comunica agli ospiti che ha deciso di restare in Europa, non volendo vivere da fuggiasco in casa propria, anzi tenta di convincerli a lavorare per lui nella Axe Global; nessuno dei tre però ha intenzione di accettare. Dopo alcune iniziali incomprensioni, Philip si guadagna il rispetto di Dollar Bill.
Michael annuncia ufficialmente la candidatura a presidente, con Bradford alla guida della campagna. Chuck torna nel proprio ufficio, pronto a riprendere le sue vecchie battaglie.
- Ascolti USA: telespettatori 186 000 – rating 18-49 anni 0,01%[5]

## Effetto superdotato Winston
- Titolo originale: Winston Dick Energy
- Diretto da: Darren Grant
- Scritto da: Mae Smith

### Trama
Tornato in pista più agguerrito che mai, Chuck è alla ricerca di un caso sensazionale che lo riporti immediatamente sulla cresta dell'onda e ha scelto il fidato Ira come suo vice. Winston, un dipendente della Mpc appena licenziatosi, ha elaborato un software per la gestione del rischio che sta cercando di vendere alla concorrenza. Wendy scopre che i dipendenti, non ritenendola abbastanza preparata sulle questioni extra-lavorative, stanno incontrando un'altra terapeuta, la Dottoressa Eleanor Mayer.
Chuck ha messo nel mirino il PAC, la raccolta fondi per la campagna presidenziale, di Michael. Wendy si confronta con la Dottoressa Mayer, convinta che il suo obiettivo dovrebbe essere quello di liberare i dipendenti dalla prigione in cui il lavoro al servizio del capitalismo li ha rinchiusi anziché spingerli a performare sempre di più; Wendy accetta di diventare una paziente della Mayer per capire dove può migliorare nel suo lavoro. Siccome Chuck appare spento da quanto è  di nuovo procuratore, Ira e gli altri lo fanno incontrare con l'ex fuoriclasse della pallacanestro Kareem Abdul-Jabbar.
Michael minaccia di avviare una controffensiva legale nei confronti di Winston, facendolo desistere dal vendere il suo software che peraltro ha costruito mentre lavorava nella sua azienda. Chuck apre un'indagine sul PAC di Michael, ma si tratta di un diversivo perché è alla ricerca del suo vero punto debole.
- Ascolti USA: telespettatori 234 000 – rating 18-49 anni 0,02%[6]

## Uragano Rosie
- Titolo originale: Hurricane Rosie
- Diretto da: John Dahl
- Scritto da: Lio Sigerson

### Trama
L'uragano Rosie si è abbattuto sulla East Coast, rischiando di assestare seri danni alla Mpc perché dovrà risarcire alle proprie sussidiarie i danni causati dalla tempesta. Un emissario di Chuck partecipa a una seduta di giocatori d'azzardo compulsivi, truffati dal figlio ventiduenne del miliardario taiwanese Liu, in affari con Michael da oltre un decennio. Wendy confida alla Mayer i propri timori sulla scalata di Michael alla Casa Bianca, indispettendo la collega che pone bruscamente fine alla loro seduta.
Chuck dirama un mandato d'arresto nei confronti del figlio di Liu, il quale al momento si trova su un jet di proprietà di Michael diretto verso Taiwan; Michael viene spinto a ordinare l'atterraggio del velivolo, altrimenti sarebbe incriminato per favoreggiamento. Wags trama per far declassare Rosie a uragano di categoria quattro, scatenando la rabbia di Michael perché questa mossa rischia di arrecare danni alla sua campagna. La Dottoressa Mayer si è convinta che Wendy ha ragione a proposito di Michael, accettando di occuparsi del suo caso, a cominciare dal mettere nel mirino Bradford.
Michael si assicura che il figlio di Liu venga consegnato alle autorità, mostrandosi come colui il quale ha voluto l'arresto del giovane ricercato. Risolta positivamente anche la questione Rosie,  Bradford mette in guardia Michael che d'ora in poi ogni mossa andrà attentamente ponderata, evitando ricadute sulla sua immagine pubblica. Wags e Wendy sono consapevoli che adesso farla sotto il naso a Michael sarà ancora più complicato, quindi andrà tolto di mezzo con un'azione forte e risolutiva.
- Ascolti USA: telespettatori 205 000 – rating 18-49 anni 0,01%[7]

## Arcipelago Gulag
- Titolo originale: The Gulag Archipelago
- Diretto da: Naomi Geraghty
- Scritto da: Amadou Diallo

### Trama
Ira subisce il furto del cellulare, su cui sono presenti video hard girati con la moglie, così Chuck si vede costretto a chiedere un favore a Raul Gomez, nel frattempo diventato capo della polizia. Daevisha sprona Chuck a riprendere la guerra contro Michael, anche se stavolta sarà lei a condurre le operazioni. Taylor e Philip sono sempre più insofferenti perché Michael, nonostante a parole sia pronto a cedere loro il comando, ha messo Spyros a vagliare tutti i nuovi investimenti. Dato che non hanno iniziato con il piede giusto, Wendy invita Bradford a cena per conoscersi meglio.
Chuck scopre che Gomez lo ha ingannato, passando il cellulare di Ira a Daevisha che intende utilizzarlo come arma di ricatto nei confronti del procuratore; Chuck è obbligato a nominarla prima assistente nelle future cause che intenteranno contro Michael. Quest'ultimo nel frattempo incontra il popolare rapper Killer Mike, del cui endorsement ha bisogno per sfondare nell'elettorato afroamericano, promettendogli finanziamenti alle banche della sua comunità. Kate fa visita a Bryan Connerty, tornato in libertà e diventato uno chef, per ottenere il suo silenzio sulla loro passata relazione, possibile ostacolo sulla strada della Sacher verso il Congresso; Bryan vorrebbe in cambio la riabilitazione per poter tornare a esercitare la professione forense.
Siccome un affare importante è saltato a causa della sua assenza, Michael si rende conto che deve fidarsi dei propri collaboratori, concedendo potere di firma anche a Wags. Chuck restituisce il cellulare a Ira, felice della grande prova di amicizia. Taylor si unisce all'alleanza Wendy-Wags per affondare Michael.
- Ascolti USA: telespettatori 184 000 – rating 18-49 anni 0,01%[8]

## L'uomo con la maglietta verde militare
- Titolo originale: The Man in the Olive Drab T-Shirt
- Diretto da: Shaz Bennett
- Scritto da: Eli Attie

### Trama
Chuck e Axe si incontrano segretamente in Islanda perché Grigor Andolov, l'oligarca russo protagonista di loro vecchi scontri, ha bisogno di essere estradato negli Stati Uniti. Michael organizza colloqui con i dipendenti per capire quali sono i temi importanti da portare alla ribalta della campagna elettorale. Wendy e gli altri congiurati tramano per togliere di mezzo Kate, facendole capire che non può lavorare per Michael e contemporaneamente condurre la propria candidatura per il Congresso.
L'ufficio di Chuck trova il modo di far venire Andolov negli Stati Uniti, con la scusa di un processo in cui è citato quale testimone. Venuto a conoscenza dell'iniziativa, Todd Krakow minaccia di smuovere mezza Washington contro Chuck, determinato a perorare la propria causa davanti al governatore Sweeney. L'azione dei congiurati ha effetto su Kate, la quale vuole dimettersi nel timore che, schierandosi con un indipendente fuori dagli schemi, le sarebbe precluso il sostegno dei partiti tradizionali.
Michael compra spazi televisivi per lanciare la sua battaglia contro l'establishment politico. La strategia dei congiurati è fallita, poiché Kate ha deciso non soltanto di restare a bordo, ma addirittura di candidarsi nella lista indipendente di Michael. Chuck organizza un'operazione lampo con Sweeney, Daevisha e Degiulio per far arrestare Andolov, con l'accusa di voler sottrarre tecnologia agli Stati Uniti. Chuck contatta Axe per ricordargli che, sistemato Andolov, adesso è in debito con lui.
- Ascolti USA: telespettatori 275 000 – rating 18-49 anni 0,02%[9]

## Motorizzazione
- Titolo originale: DMV
- Diretto da: Rose Beth Johnson-Brown
- Scritto da: Brian Koppelman e David Levien

### Trama
Philip convince il suo ex professore Ruloff a presentare a Michael un nuovo calcestruzzo capace di auto-ricostituirsi. Quando Ruloff si rifiuta di vendergli il brevetto, Michael inizia a fargli speculazione. Wags e Scooter ricevono l'ordine di condurre un'analisi psicologica sui dipendenti, ma in molti non gradiscono e minacciano di licenziarsi. Charles viene arrestato per aver tentato di corrompere l'istruttore di scuola guida del nipote Kevin dopo l'ennesima bocciatura all'esame della patente.
Philip esprime a Wendy il proprio disagio per quanto accaduto con Ruloff, sentendosi responsabile di averlo dato in pasto al famelico Michael, e le chiede di poter incontrare Chuck. Questi intanto ha risolto la grana del padre, capendo però che i troppi impegni stanno portando lui e Wendy a trascurare i figli. Scooter e Wags abbandonano l'idea delle valutazioni, invitando i dipendenti a una serata casinò in cui sono però psicanalizzati di nascosto. Chuck spiega a Philip che non può cambiare la natura da squalo di Michael.
Il progetto di Ruloff viene secretato dal governo degli Stati Uniti che assume il pieno controllo del brevetto, con Michael che vagheggia di quando ne verrà in possesso una volta diventato presidente. Wendy spera di coinvolgere Philip, affranto perché Ruloff ha interrotto la loro amicizia, nella congiura contro Michael, ma il ragazzo si chiama perentoriamente fuori. Chuck e Wendy assistono come una vera famiglia al conseguimento della patente da parte di Kevin.
- Ascolti USA: telespettatori 247 000 – rating 18-49 anni 0,02%[10]

## Il gufo
- Titolo originale: The Owl
- Diretto da: Daniel Gray Longino
- Scritto da: Aiyana Kim White

### Trama
Mike Dimonda e una collega giornalista si trovano al ristorante mentre nel tavolo accanto Michael sta conversando sul calcestruzzo di Ruloff, ricavandone una buona intervista che fa gioco al candidato. Adesso Michael ha bisogno di incassare il sostegno del facoltoso uomo politico Quarto, il quale parteciperà all'annuale raduno Il gufo. Saputa la notizia, Chuck implora il padre, abituale ospite della kermesse, di potersi aggregare a lui per impedire che qualsivoglia intesa tra Michael e Quarto venga siglata.
Andy implora Michael di aiutarla con il compagno alpinista Derek che si è perso, sconfinando in territorio cinese; Michael attiva una missione per recuperare Derek di cui, per il bene della campagna, è essenziale non trapeli nulla. Michael intanto deve vedersela con la Governatrice del Montana Nancy Dunlop, la probabile sfidante democratica alle presidenziali, che è favorita nei sondaggi e punta a conquistare Quarto al posto suo. Michael colpisce Quarto con l'annuncio di aver già provveduto a nazionalizzare l'intero portafoglio della Mpc.
Chuck decide di forzare la mano, manifestando apertamente a Quarto le proprie perplessità sulla candidatura di Michael. Tuttavia, Quarto è ormai pienamente affascinato dall'innovativo e fuori dagli schemi Michael, definendo antiquate le idee politiche di Chuck. Quarto comunica a Michael che ha scelto di sostenere lui, raccomandandogli però di sistemare la faccenda coniugale con Andy e quella della missione in Cina. Derek purtroppo cade nelle mani dei soldati cinesi e Andy accusa Michael di essere stato lui ad allertare il nemico per opportunismo politico.
- Ascolti USA: non disponibili

## Game Theory Optimal
- Titolo originale: Game Theory Optimal
- Diretto da: Shaz Bennett
- Scritto da: Beth Schacter

### Trama
Chuck cena con l'amico Richie Sansome, ex commissario di polizia oggi in pensione, secondo cui Michael può essere eliminato solo da una rivolta dei suoi cortigiani. Persuaso che Wendy la pensi come lui e memore dell'incontro avuto con Philip, Chuck propone un'alleanza all'ex moglie, la quale però si mostra dubbiosa sull'unire le forze contro il nemico comune. Nello stesso momento Kate informa Scooter che teme sia in corso un ammutinamento da parte di piccoli gruppi di dipendenti. I loro sospetti puntano su Wags, Wendy e Taylor, ripresi mentre complottavano in ufficio.
Chuck si adopera per far tornare libero il Dottor Gilbert, dopodiché gli chiede di dichiarare in un filmato tutto quello che lui gli ha fatto. Scooter e Kate decidono di comunicare a Michael i loro sospetti sui congiurati, mostrandogli uno screenshot di Taylor mentre si trovava nel castello di Bobby Axelrod in Europa.
Wendy riceve un'offerta di lavoro da Mental, una società di telemedicina, per diventare il loro nuovo ceo; Michael si dice favorevole al passaggio di Wendy a Mental, anche perché potrebbe comunque continuare a lavorare per lui alla campagna presidenziale.
Wendy convince Wags e Taylor ad accettare l'aiuto di Chuck, dato che senza i mezzi di cui dispone non potranno mai vincere la battaglia contro Michael. Nel frattempo Chuck ha girato un video in cui confessa tutti gli illeciti commessi per vincere le cause degli ultimi anni, consegnandolo a Wendy che potrà usarlo come arma deterrente a suggello della loro alleanza. Michael annuncia a Wendy, Wags e Taylor che, pur essendosi macchiati di tradimento, non verranno licenziati e saranno trattenuti forzatamente alla Mpc alle sue condizioni. Philip è invece premiato per la sua fedeltà e prenderà il posto di Wags.
- Ascolti USA: telespettatori 201 000 – rating 18-49 anni 0,03%[11]

## La lista dei nemici
- Titolo originale: Enemies List
- Diretto da: Daniel Gray Longino
- Scritto da: Eli Attie

### Trama
Dopo aver fatto una capatina a Londra per minacciare Axe di non intralciare il suo cammino, Michael annuncia importanti cambiamenti alla Mpc, dove tutti dovranno remare per agevolare il suo approdo alla Casa Bianca. Le redini del potere passano alla triade composta da Scooter, Philip e Kate; i congiurati Wags e Taylor sono pesantemente demansionati, mentre Wendy viene costretta a iniziare il lavoro da Mental e al tempo stesso obbedire ciecamente a Michael. Inoltre, per allettare la truppa, tre dipendenti saranno nominati partner.
Chuck decide che è venuto il momento per Axe di saldare il suo debito, salendo ufficialmente a bordo nella guerra ormai all'orizzonte. Tuttavia, fresco della burrascosa visita da parte del nemico, Axe è restio a unirsi al suo esercito che nel frattempo comprende, oltre all'onnipresente Charles, anche il fidato Ira. Taylor vola da Axe per tentare un attacco diretto a Michael, ma soprattutto risvegliare il famelico squalo di Wall Street di un tempo. Wendy si accorge che Michael ha fatto alterare i bilanci di Mental, affinché possa metterla nei guai con la legge qualora non le resti fedele.
Chuck tende l'esca a Michael, comunicandogli di aver fatto scarcerare il figlio di Liu, così da fargli credere che sta cercando di blandirlo per quanto sarà presidente. Al concerto degli U2 per il lancio della sua campagna, Michael si trova davanti Axe con un compagno inaspettato, Derek, liberato dai cinesi in uno scambio di prigionieri con il figlio di Liu. Ora Derek minaccia di sbugiardare Michael in pubblica piazza, compresi i tradimenti della moglie Andy. Mentre Michael si preoccupa di dover liquidare gli asset della Mpc, Axe si unisce ai congiurati per aprire ufficialmente le ostilità.
- Ascolti USA: telespettatori 196 000 – rating 18-49 anni 0,01%[12]

## Axe Global
- Titolo originale: Axe Global
- Diretto da: Sylvain White
- Scritto da: Brian Koppelman, David Levien e Beth Schacter

### Trama
Bradford spinge Michael a cercare un accordo con Nancy Dunlop, la cui macchina di partito gli spianerebbe la strada verso la Casa Bianca. Axe torna ufficialmente sulla scena newyorchese, provando a sottrarre i dipendenti a Michael, nel frattempo costretto a liquidare l'intero portafoglio trading. Michael se ne accorge e licenzia due giovani dipendenti, Ben Kim e Tuk Lal, per non aver comunicato di essere stati contattati dal rivale.
Quando scopre che la Dunlop sta per tornare in Montana, Michael si affretta a volerla incontrare. Tuttavia Axe si è premurato di contattare la governatrice, invitandola a non concedere udienza a Michael e promettendole che sarà lui ad aiutarla ad arrivare alla presidenza. Nonostante Chuck avesse tentato di completare l'opera, Michael alla fine ha avuto il suo incontro con la Dunlop, mettendo sul piatto la vicepresidenza.
Michael chiede ad Axe di porre fine alla loro guerra. Congiurati e uomini della Mpc si riuniscono attorno allo stesso tavolo, dove sopraggiunge la Dunlop che annuncia di aver accettato di correre come vice di Michael. Costui propone di cessare le reciproche ostilità, assicurando ai nemici che non li danneggerà una volta diventato presidente.
- Ascolti USA: telespettatori 249 000 – rating 18-49 anni 0,02%[13]

## Fondo Ammiragli
- Titolo originale: Admirals Fund
- Diretto da: Neil Burger
- Scritto da: Brian Koppelman e David Levien

### Trama
Michael è stato invitato a Camp David per partecipare ai briefing del governo, segno che è ormai prossimo a compiere l'ultimo e decisivo passo verso la presidenza. Tuttavia, nell'arco delle ultime settimane i congiurati sono riusciti a portare dalla loro parte sia Kate che Philip, facendo leva sulle ambizioni politiche della prima e sulla rabbia del secondo per come sono andate le cose con il professor Ruloff. Chuck riprende in procura Kate e Bryan, facendo ottenere a quest'ultimo l'agognata riabilitazione.
Il piano dei congiurati va in porto, provocando l'azzeramento del portafoglio azionario della Mpc che costringe Michael a rientrare in tutta fretta da Camp David, dopo l'incontro con il presidente, preda di una furia cieca che lo porta a infrangere il vetro dell'ufficio di Wendy. Dunlop, che ha assistito alla scena, comunica a Michael che non sarà più la sua vicepresidente, benché in realtà non avesse mai voluto unirsi a un presidente favorevole all'uso delle armi nucleari. Oltre a Bradford, assunto dalla Dunlop, Michael perde anche il fedele Scooter, deluso da un mentore che credeva infallibile.
Axe riprende possesso del suo vecchio quartier generale, comunicando ai dipendenti che i loro soldi sono salvi perché confluiti su un fondo di sicurezza chiamato Fondo Ammiragli, la cui rendita è addirittura triplicata. Sulle ceneri della Mpc Axe erige la nuova Axe Global, ricominciando la corsa al guadagno dei vecchi tempi. Chuck e Axe mettono fine alla loro alleanza, riconoscendo che lavorare insieme ha cambiato molto entrambi; quindi, le loro battaglie sono destinate a riprendere, ma con meno acredine rispetto al passato.
Wendy sceglie di lavorare a tempo pieno per Mental, indicando come propria sostituta la Dottoressa Meyer. Axe dona a Taylor la vecchia sede della Axe Global per aprire la fondazione no profit che ha sempre desiderato. Chuck e Wendy cenano con i figli al ristorante di Bryan, al suo ultimo giorno da chef prima di riprendere a fare l'avvocato. Axe torna a sedersi alla sua scrivania, con il fidato Wags alle spalle, spronando i dipendenti a fare soldi a palate.
- Ascolti USA: telespettatori 251 000 – rating 18-49 anni 0,02%[14]